# Telegrama (canção)
Telegrama é uma das mais famosas músicas de Zeca Baleiro. Segundo o Dicionário Cravo Albin, a música foi lançada no álbum PetShopMundoCão, de 2002, sendo muito executada em várias emissoras de rádio por todo o país. No final da música, Zeca usa uma parte da letra da música Estrada do Sol, de Tom Jobim ("Me dê a mão. Vamos sair pra ver o sol...")
Em 2013, o Ecad divulgou uma lista das músicas mais tocadas no Brasil naquele ano, e Telegrama apareceu na 14a posição entre as mais tocadas ao vivo.

## Regravação de Outros Artistas
- Em 2014, o rapper catarinense Skinny usou o sampler desta música em seu single “Sozinhuu”.[3]
- Em 2015, o músico Tom Chris regravou Telegrama no álbum "Quando Quiser Me Ouvir"[4]